# حصن آل الزوع (القطن)
'

تعديل مصدري - تعديل

حصن ال الزوع هي إحدى قرى عزلة القطن بمديرية القطن التابعة لمحافظة حضرموت، بلغ تعداد سكانها 1836 نسمة حسب تعداد اليمن لعام 2004.